# Mape
Mape ist ein osttimoresischer Suco im Verwaltungsamt Zumalai (Gemeinde Cova Lima). Der Ort Mape im Verwaltungsamt liegt im Suco Raimea. „Mape“ ist das Bunak-Wort für „Fischadler“.

## Geographie
Vor der Gebietsreform 2015 hatte Mape eine Fläche von 30,59 km². Nun sind es 23,61 km². Der Suco liegt im Norden des Verwaltungsamts Zumalai. Nördlich liegt der Suco Ucecai, westlich Zulo, südlich Lepo und Fatuleto und südöstlich Lour. Im Nordosten liegt der Suco Mau-Nuno (Verwaltungsamt Ainaro, Gemeinde Ainaro). Die Nordgrenze fließt der Fluss Beleten entlang, in den aus dem Suco der Seldena mündet. Die West- und Südgrenze bildet der Fluss Fatoro, in dem von Mape aus der Tale mündet. Alle diese Flüsse enden schließlich im Fluss Mola. Es gibt keine größeren zusammenhängenden Siedlungen im Suco.
In Mape befinden sich die Ruinen einer Festung aus dem 20. Jahrhundert.
Im Suco befinden sich die drei Aldeias Daro, Mape Canua und Polo.

## Einwohner

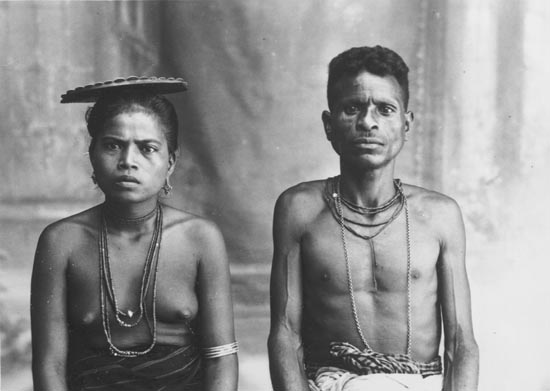
Ein Kemak-Paar aus Mape im Álbum Fontoura (um 1940)

Im Suco leben 867 Einwohner (2022), davon sind 428 Männer und 439 Frauen. Im Suco gibt es 186 Haushalte. Über 81 % der Einwohner geben Kemak als ihre Muttersprache an. Fast 19 % sprechen Tetum Prasa.

## Geschichte

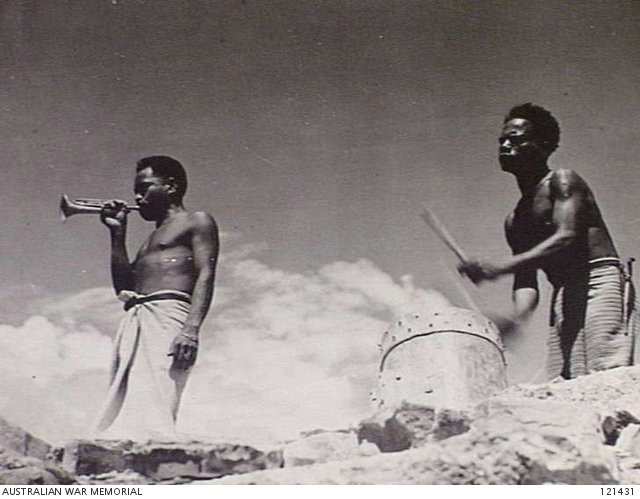
Mit Trompete und Trommel werden Timoresen zur Arbeit gerufen (Dez. 1945)

Ende März / Anfang April 1942 wurde Mape in der Schlacht um Timor für eine Zeit lang das Hauptquartier von Brigadegeneral William Veale, dem kommandierenden Offizier (CO) der alliierten Truppen auf Timor. Am 9. und 10. August bombardierten die Japaner Mape.

## Politik
Bei den Wahlen von 2004/2005 wurde Francisco Fereira zum Chefe de Suco gewählt. Bei den Wahlen 2009 gewann Afonso Amaral und 2016 Francisco Pereira.

## Persönlichkeiten
- Rui Maria de Araújo (* 1964), osttimoresischer Politiker